# Toby Stevenson
Toby "Crash" Stevenson (né le 19 novembre 1976 à Odessa, au Texas) est un athlète américain, spécialiste du saut à la perche.

## Performances
- Son meilleur saut en plein air, qui est également son record absolu, est de 6,00m à Modesto, (Californie, États-Unis) le 8 mai 2004.
- Son meilleur saut en salle est de 5,81m, à Seattle, (État de Washington, États-Unis) le 31 janvier 2004.

## Particularité
Il est à noter que Toby Stevenson est le seul perchiste de très haut niveau à sauter avec un casque. De nombreuses rumeurs courent sur le pourquoi du comment, mais il est difficile de connaître la vraie raison.

## Palmarès
- - Médaille d'argent aux Jeux olympiques d'Athènes (2004) avec un saut de 5,90 m.
- 4e lors des sélections américaines de 2009 avec un saut de 5,75 m, il se qualifie néanmoins pour les Championnats du monde à Berlin, parce qu'il est précédé par le champion du monde sortant.